# دزج (كردستان)
دزج (بالفارسية: دزج) هي منطقة سكنية تقع في إيران في Chaharduli District. يقدر عدد سكانها بـ 2,292 نسمة .